# Cotton Mather
Cotton Mather (Boston, 12 de fevereiro de 1663 — Boston, 13 de fevereiro de 1728) foi um ministro protestante puritano de grande influência social e política na Nova Inglaterra, no nordeste da América Britânica, hoje parte dos Estados Unidos. Doutor Honoris Causa da Universidade de Glasgow, foi um autor prolífico e panfletário, muitas vezes lembrado por sua ligação com a caça às bruxas de Salém.

## Carreira
Escreveu extensivamente sobre assuntos teológicos, históricos e científicos. Depois de ser educado no Harvard College, ele se juntou a seu pai como ministro da Congregationalist Old North Meeting House em Boston, Massachusetts, onde pregou pelo resto de sua vida. Ele tem sido referido como o "primeiro evangélico americano".
Um importante intelectual e figura pública na América colonial de língua inglesa, Cotton Mather ajudou a liderar a revolta bem-sucedida de 1689 contra Sir Edmund Andros, o governador imposto à Nova Inglaterra pelo rei Jaime II. O subsequente envolvimento de Mather nos julgamentos das bruxas de Salem de 1692-1693, que ele defendeu no livro Maravilhas do Mundo Invisível (1693), atraiu intensa controvérsia em sua própria época e afetou negativamente sua reputação histórica. Como historiador da Nova Inglaterra colonial, Mather é conhecido por sua Magnalia Christi Americana (1702).
Pessoal e intelectualmente comprometido com as ordens sociais e religiosas minguantes na Nova Inglaterra, Cotton Mather tentou sem sucesso a presidência do Harvard College. Depois de 1702, Cotton Mather entrou em confronto com Joseph Dudley, o governador da Província de Massachusetts Bay, a quem Mather tentou sem sucesso expulsar do poder. Mather defendeu o novo Yale College como um baluarte intelectual do puritanismo na Nova Inglaterra. Ele se correspondeu extensivamente com intelectuais europeus e recebeu um título honorário de Doutor em Divindade da Universidade de Glasgow em 1710.
Promotor da nova ciência experimental na América, Cotton Mather realizou pesquisas originais sobre hibridação de plantas. Ele também pesquisou o método de inoculação variolação como um meio de prevenir o contágio da varíola, que ele aprendeu com um escravo afro-americano que ele possuía, Onésimo. Ele enviou muitos relatórios sobre assuntos científicos para a Royal Society of London, que o elegeu como membro em 1713.  A promoção de Mather da inoculação contra a varíola causou violenta controvérsia em Boston durante o surto de 1721. O cientista e fundador norte-americano Benjamin Franklin, que quando jovem bostoniano se opôs à antiga ordem puritana representada por Mather e participou da campanha anti-inoculação, mais tarde descreveu o livro de Mather, Bonifacius, ou Essays to Do Good (1710) como uma grande influência em sua vida.

## Trabalhos
Mather foi um escritor prolífico e diligente em ter suas obras impressas, incluindo inúmeros de seus sermões.

### Obras selecionadas
- Memorable Providences (1689)  seu primeiro livro completo, sobre o tema da bruxaria
- Wonders of the Invisible World (1692) seu segundo grande livro, também sobre feitiçaria, enviado a Londres em outubro de 1692
- Pillars of Salt (1699)
- Magnalia Christi Americana (1702)
- The Negro Christianized (1706)
- Corderius Americanus: A Discourse on the Good Education of Children (1708)
- Bonifacius (1710)
- The Christian Philosopher (1721)